# Christophe Dabiré
Christophe Dabiré, né le 27 août 1948 est un économiste et homme d'État burkinabè. Il est ministre de la Santé (1992-1997) puis des Enseignements secondaire, supérieur et de la Recherche scientifique (1997-2000) sous le régime de Blaise Compaoré. Le 21 janvier 2019, il est nommé Premier ministre par le président Roch Marc Christian Kaboré. Il démissionne le 8 décembre 2021.

## Carrière
Dabiré a été sous la direction de Thomas Sankara au poste de directeur des études et des projets au ministère de l'Économie et du Plan de 1984 à 1988, date à laquelle il est devenu directeur général de la Coopération au ministère de l'Économie et du Plan. Il a occupé ce poste jusqu'en 1992.
En 1992, Dabiré a dirigé le département de la Santé jusqu'en 1997, année où il était responsable du département de l'Enseignement secondaire, de l'Enseignement supérieur et de la Recherche scientifique du Burkina Faso, poste qu'il occuperait jusqu'en 2000. Au cours de cette période, il a été membre du parti du Congrès pour la démocratie et le progrès. Après avoir été réélu à l'Assemblée nationale en 2002, Dabiré a exercé un nouveau mandat de cinq ans, qui a expiré en 2007.
Par la suite, il devient le commissaire du Burkina Faso à la Commission de l'UEMOA (2007-2017) .
Il est nommé au poste de Premier ministre le 21 janvier 2019 et entre en fonction trois jours plus tard,. Son expérience d'économiste et de haut fonctionnaire a joué en sa faveur pour remplacer Paul Kaba Thiéba comme chef du gouvernement.
Son gouvernement est limogé le 30 décembre 2020 et les secrétaires généraux des ministères chargés de l'intérim. Dabiré est reconduit le 10 janvier 2021.
Le 14 novembre 2021, les djihadistes d'Ansarul Islam attaquent la garnison d'Inata, dans la province du Soum au nord du pays, et tuent 53 militaires et 4 civils. Cette cuisante défaite pour l'armée burkinabè entraîne des manifestations contre le gouvernement et le président RMC Kaboré car les militaires n'étaient plus approvisionnés en nourriture depuis deux semaines. Plus généralement, les manifestants dénoncent l'incapacité du gouvernement et de l'armée à lutter efficacement contre les djihadistes et assurer la sécurité de la population,,.
Christophe Dabiré présente la démission du gouvernement le 8 décembre 2021 et RMC Kaboré l'accepte.